# Trichopeziza karstenii
Trichopeziza karstenii är en svampart som tillhör divisionen sporsäcksvampar, och som beskrevs av Pier Andrea Saccardo. Trichopeziza karstenii ingår i släktet Trichopeziza, och familjen Hyaloscyphaceae. Arten är reproducerande i Sverige.